# 喀什噶尔老城

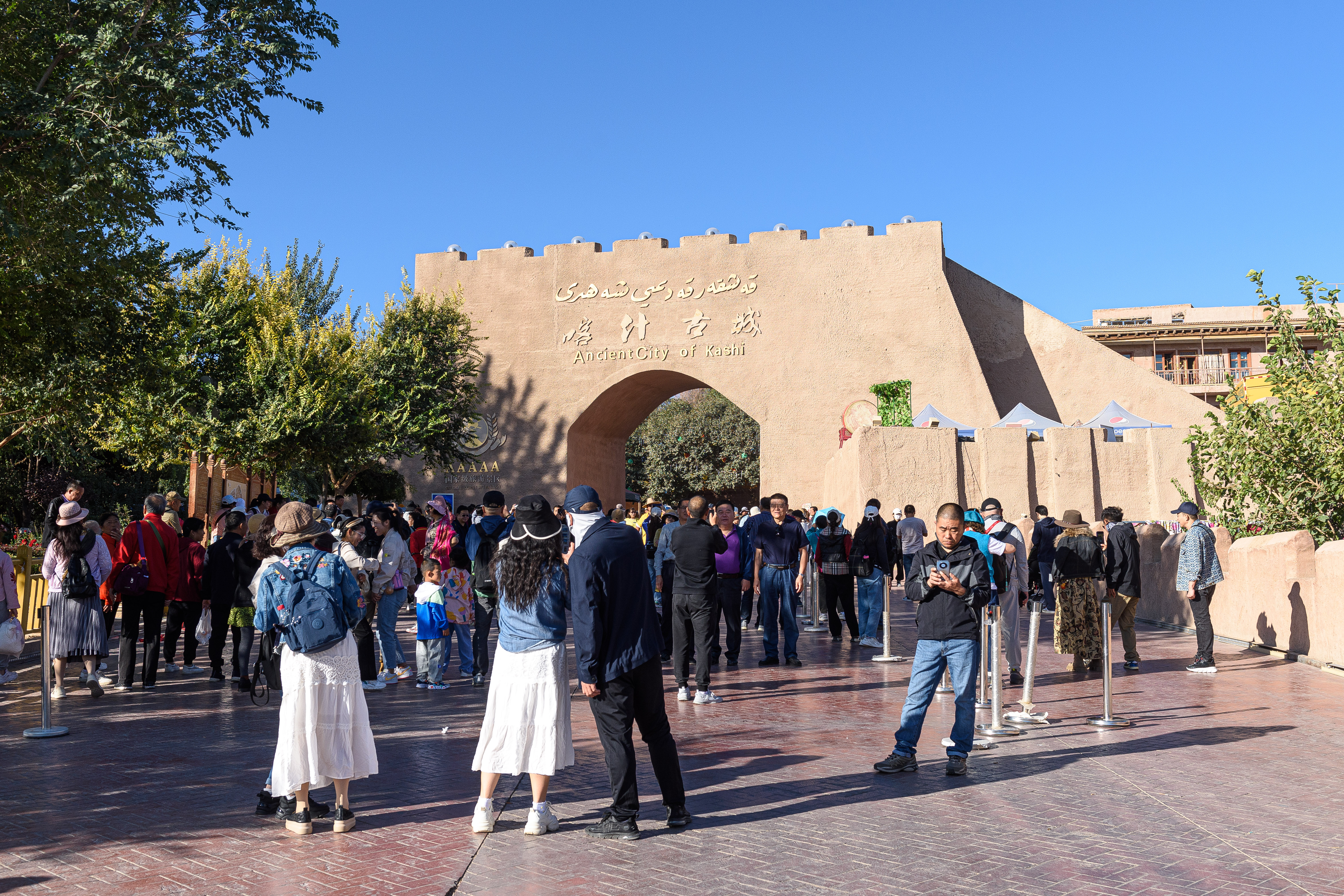
喀什古城东门

喀什噶尔老城，也称喀什老城等，是位于新疆维吾尔自治区喀什市中心城区的一处国家5A级旅游景区。
喀什噶尔老城面积4.25平方公里，城区内分布着大量土木、砖石结构的伊斯兰传统民居，城区居民约有12.68万人（2015年）。喀什噶尔老城是中国唯一的，以伊斯兰文化为特色的迷宫式城市街区。
老城见证了喀什市的历史变迁，喀什噶尔老城的历史，就是喀什噶尔历史的浓缩。
老城内分布着多处巴扎，商业活动兴盛。如今，老城既是居民日常生活的地方，也是外地游客游览喀什时必去的一处景点。
著名的艾提尕尔清真寺坐落在老城西侧，喀什市政府位于老城南侧。

## 改造历史
2009年，喀什市开始投资对老城区进行集中改造。
2014年，喀什市追加投资，提升喀什老城景区景观质量以及老城景区的市场辐射力，完善旅游服务设施，提高管理和运营水平。
2014年11月，老城区高分通过国家旅游局组织的申报国家5A级旅游景区景观资源评审。
2015年7月20日，国家旅游局向喀什老城景区正式授予国家5A级旅游景区称号。